# Bec de Corbin
Bec de Corbin era um tipo de arma de haste do final da Idade Média. Seu nome vem do francês "bico de corvo". Consiste em uma haste com um martelo e uma ponta afiada. Enquanto a ponta conseguia perfurar armaduras, o martelo passava a força do golpe através da armadura mesmo não o quebrando. Apesar de originalmente ser o nome de uma arma específica, Bec de Corbin pode ser usado para identificar qualquer arma medieval com um martelo e uma ponta.